# NGC 5125
NGC 5125 is een spiraalvormig sterrenstelsel in het sterrenbeeld Maagd. Het hemelobject werd op 18 januari 1828 ontdekt door de Britse astronoom John Herschel.

## Synoniemen
- UGC 8421
- MCG 2-34-11
- ZWG 72.62
- IRAS 13214+0958
- PGC 46827